# Kenny Wormald

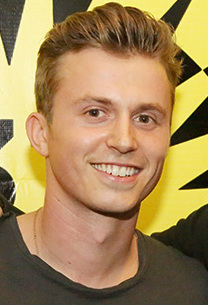
Kenny Wormald (2014)

Kenneth „Kenny“ Wormald (* 27. Juli 1984 in Boston) ist ein US-amerikanischer professioneller Tänzer. Er wurde bekannt durch seine Auftritte in der MTV Network Show Dancelife und seine Rollen in den Tanzfilmen Center Stage: Turn It Up und Footloose, einer 2011 produzierten Neuverfilmung des gleichnamigen Tanzfilms von 1984.

## Filmografie (Auswahl)
- 2002: Drew Carey Show (The Drew Carey Show, Fernsehserie, Folge 8x07)
- 2004: Street Style (You Got Served)
- 2006: Clerks 2 (Clerks II)
- 2008: Center Stage: Turn It Up
- 2011: Footloose
- 2013: Cavemen
- 2014: Cannabis Kid (Kid Cannabis)
- 2014: Love & Mercy
- 2016: Center Stage: On Pointe
- 2016: Honey 3
- 2016: Fear the Walking Dead (Fernsehserie, 4 Folgen)
- 2022: Gasoline Alley